# Matt Salinger
Matt Salinger (Windsor, Vermont, Estados Unidos, 13 de febrero de 1960) es un actor y productor estadounidense, hijo del escritor estadounidense de culto J.D. Salinger.
Está considerado como un actor de segundo orden, pero a pesar de ello protagonizó la película Capitán América de 1990, que no obtuvo el éxito esperado. Antes había sido uno de los chicos malos en la exitosa Revenge of the Nerds (La venganza de los nerds, en América Latina), de 1984. Luego de encarnar al Capitán América casi no protagonizó película alguna, y sólo tuvo papeles secundarios en cine y televisión. A su vez, ha sido productor de varias películas independientes o realizadas para televisión.

## Filmografía
- The Ice Road (2021)
- Bajo el sol de la Toscana (2003)
- El diablo viste de negro (1999)
- Más allá de los sueños (1999)
- Miserias de guerra (1993)
- Capitán América (1990)
- Options (1989)
- Difícil opción (1988)
- Power (1986)
- Revenge of the Nerds (1984)